# Търстън (остров)
Търстън (на английски: Thurston Island) е остров в източната част на море Амундсен и западната част на море Белингсхаузен, простиращи се в Тихоокеанския сектор на Южния океан. Разположен е в северозападната периферия на шелфовия ледник Абът, който го отделя от Брега Ейтс на Земя Елсуърт в Западна Антарктида. Дължина от нос Флаинг Фиш на запад до нос Аннаван на изток 215 km, ширина от север на юг 90 km, площ 15 700 km². Островът е 3-тият по големина след Земя Александър I и Беркнер край бреговете на Антарктида.
Бреговата линия на остров Търстън е силно разчленена, особено северното и източното му крайбрежие. На север далеч навътре в морето се вдават полуостровите Джон, Хюс, Новил, Едуардс, Еванс и др. и дълбоко вдадените ледени заливи между тях – Хенри, Уагонер, Пил, Мърфи, Коетър и др. По източното крайбрежие са разположени полуостровите Лофарен и Тирни и ледените заливи Кадуоладер и Морган. Южното крайбрежие е слабо разчленено като тук са разположени ледените заливи Шварц и О’Доуд и полуостров Уилямсън между тях. По цялото протежение на острова от запад на изток се простира планината Уолкър с максимална височина връх Хоторн 1035 m. Други по-високи върхове са: Симпсън 914 m, Хабард 792 m, Цун 670 m, Колдуел 640 m и др. По южните склонове на планината Уолкър в шелфовия ледник Абът се спускат малки и къси долинни ледници – Канхейзер, Крафт, Рочри, Кокс, Хейл, Майерс и др.
Островът е открит на 27 февруари 1940 г. от американската антарктическа експедиция (1939 – 40), възглавявана от видния американски антарктически изследовател Ричард Бърд по време на разузнавателен полет по крайбрежието на Земя Елсуърт. Бърд наименува новооткрития остров в чест на Харис Търстън, американски текстилен магнат, спонсор на експедицията. Впоследствие целият остров е заснет чрез аерофотоснимки, на базата на които е детайлно картиран.